# Покровская церковь (Карлинское)
Храм в честь Покрова Пресвятой Богородицы — православный храм в c. Карлинское Ленинского района Ульяновска, Симбирской епархии Симбирской митрополии Русской православной церкви. С 2013 года — памятник градостроительства и архитектуры РФ.

## История
Первая церковь в Карлинской слободе (в 2004 году войдёт в состав Ульяновска) была построена в 1654 года во имя Михаила Архангела. В 1767 году на её месте построили новую деревянную, которая к концу XIX века пришла в ветхость.
Каменный храм Покрова Пресвятой Богородицы строился с 1890 по 1897 год. 1 ноября 1898 года новая церковь была освящена симбирским епископом Никандром (Молчанов).
В 1930-х годах храм был закрыт, уничтожены росписи, сняты колокола. В здании было зернохранилище, а затем оно пустовало и разрушалось.
Восстановление храма началось в 1990 году.
Постановлением Правительства Ульяновской области «О включении выявленных объектов культурного наследия в единый государственный реестр объектов культурного наследия (памятников истории и культуры) народов Российской Федерации, а также об утверждении границ и режима использования их территорий» № 386-П от 26.08.2013 года, церковь в честь Покрова Пресвятой Богородицы включена в Единый государственный реестр объектов культурного наследия (памятников истории и культуры) народов Российской Федерации.

## Святыни
Икона «Спас Нерукотворный» XIX века, на которой постепенно проявлялось изображение второго лика.

## Престольные праздники
Покров Пресвятой Богородицы — 14 октября

## Духовенство
Настоятели:
- священник Василий Александрович Богородский (с 18.04.1920 до 6.11.1933, арестован, тройка при ПП ОГПУ по Куйбышевской области по ст. 59-10 УК РСФСР приговорила его к 3 годам лишения свободы)[5].
- отец Михаил (с 1990)[6]
- протоиерей Валентин (Головин) (с 1993 по 2013 год)[7][8]
- протоиерей Владимир Царёв († 2019)[8]
- иерей Илия Дёмин (с 2020)[8][9]

## Галерея

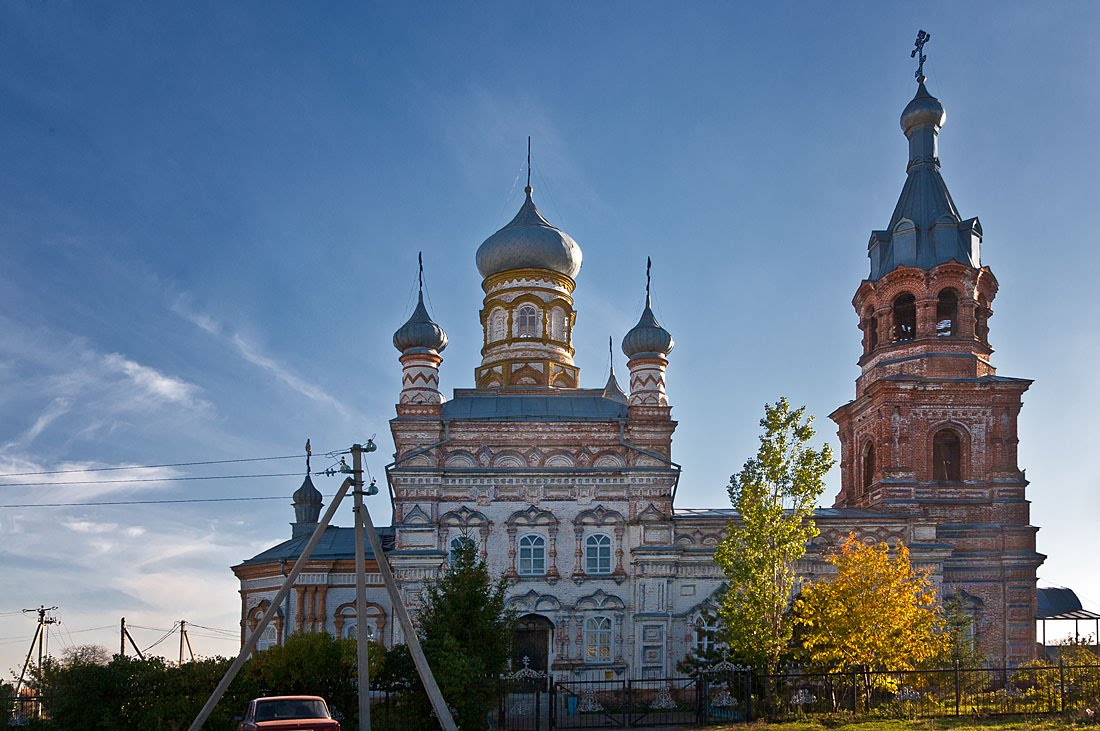
Храм в Карлинском
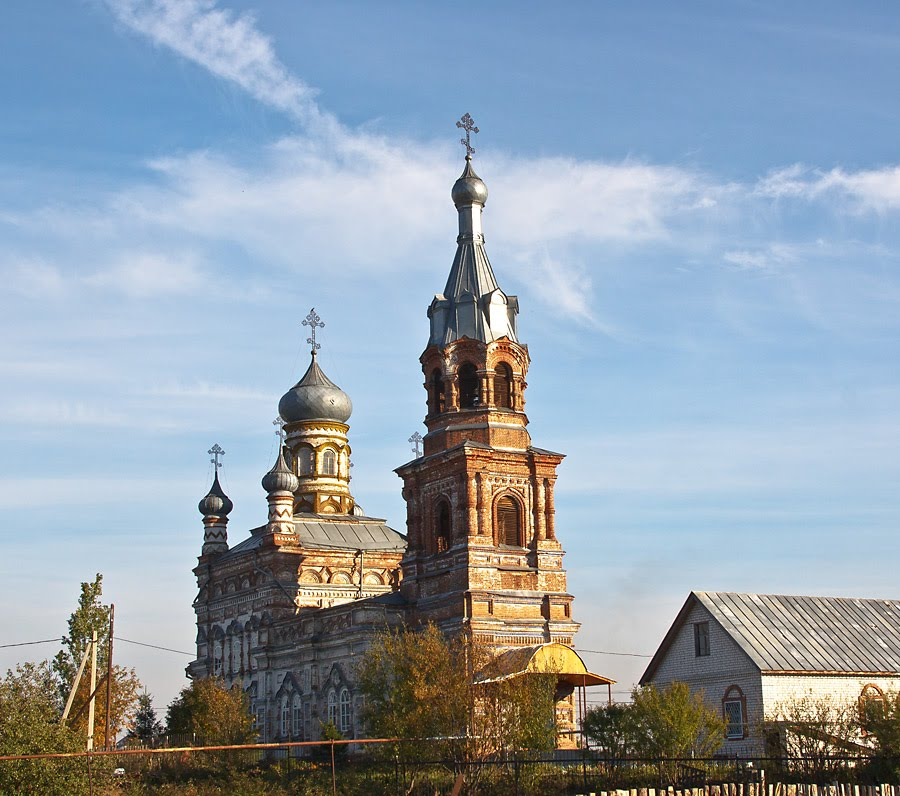
Храм в Карлинском
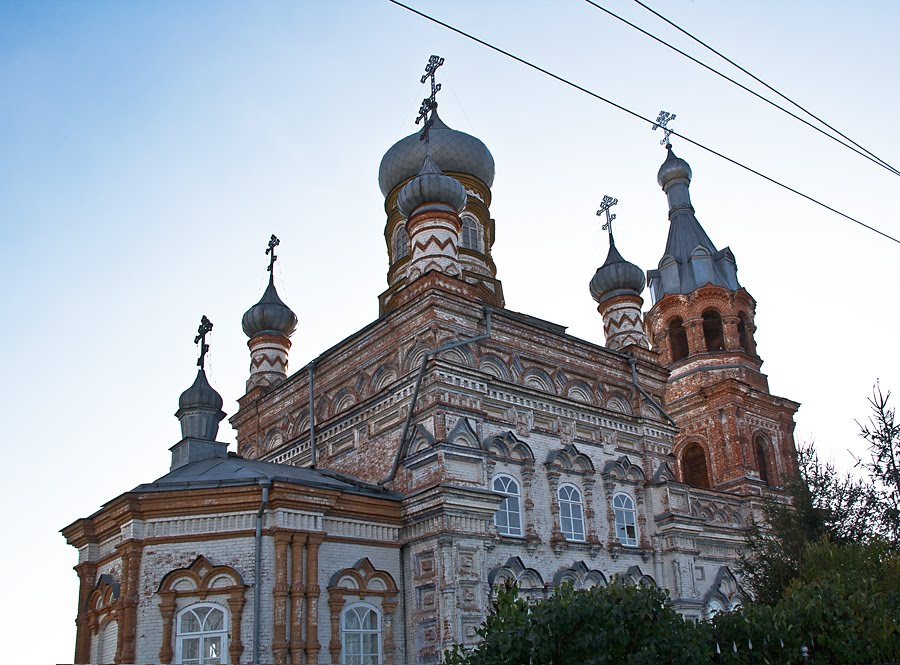
Храм в Карлинском